# 青森市立浪岡南小学校
青森市立浪岡南小学校（あおもりしりつ なみおかみなみしょうがっこう）は、青森県青森市浪岡（旧:浪岡町）にある公立小学校。

## 概要・基礎情報
浪岡小学校の一部学区と北中野小学校、細野小学校の統合により開校。
- 所在地 - 浪岡大字北中野字北畠3

## 沿革
- 1979年（昭和54年）9月1日 - 校舎建設工事着工[1]。
- 1982年（昭和57年）
  - 3月20日 - 校舎竣工[1]。
  - 4月 - 開校式を行い、教職員23名・児童517名で、浪岡町立浪岡南小学校発足。
  - 9月29日 - 落成記念式典挙行。また、この日を開校記念日と定める[1]。
- 2005年（平成17年）4月1日 - 浪岡町の青森市への合併により、青森市立浪岡南小学校に改称。
- 2021年（令和3年）11月12日 - 創立40周年記念式典挙行[2]。

## 学区
出典
- 浪岡（字細田、字浅井、字若松、字稲村、字稲盛）
- 北中野（字上沢田、字林元、字天王、字沖嶋田、字上嶋田、字下嶋田、字一本木、字五倫、字態堂、字中道、字村元、字桃里、字中坪、字沖林、字沢田、字和田、字北畠）
- 女鹿沢（字東種本の一部、字東花岡の一部、字東早稲田、字西早稲田、字朝日、字稲本の一部）
- 細野（字二股、字赤平、字大沢、字目倉石、字大面、字萩原、字沢井、字宮元）
- 相沢（字長沢、字村元、字野木嶋、字猿沢(浪岡川を境界にした南側)）
- 王余魚沢（字南村元、字北村元、字東村元、字村元、字寺山、字片子、字片子都谷森、字七平、字天狗平、字追野倉、字水ヶ沢、字土川、字鳥字森、字屋形森、字左杓子、字五丹巻、字饅頭坂、字王余魚沢、字坊主畑、字小谷、字野沢、字都谷森、字五郎左ェ門釜沢）

## 周辺
- 青森市浪岡学校給食センター - 同一敷地内
- 青森市総合保健福祉センター
- 青森市浪岡中央公民館
- ローソン青森浪岡北中野店